# باب مري
باب مري أو باب ماري أو باب مارع هي إحدى القرى اللبنانية من قرى قضاء البقاع الغربي في محافظة البقاع.